# Nationaal natuurreservaat Los Flamencos
Het Nationaal natuurreservaat Los Flamencos (chileens: Reserva Nacional Los Flamencos) is een natuurreservaat gelegen in de commune van San Pedro de Atacama in de regio Antofagasta in noordelijk Chili. Het reservaat beslaat een gebied van zo'n 740 Km2 in de ecoregio Centr-andaj sekaj punaoj en bestaat uit zeven van elkaar gescheiden gebieden.

## Deelgebieden

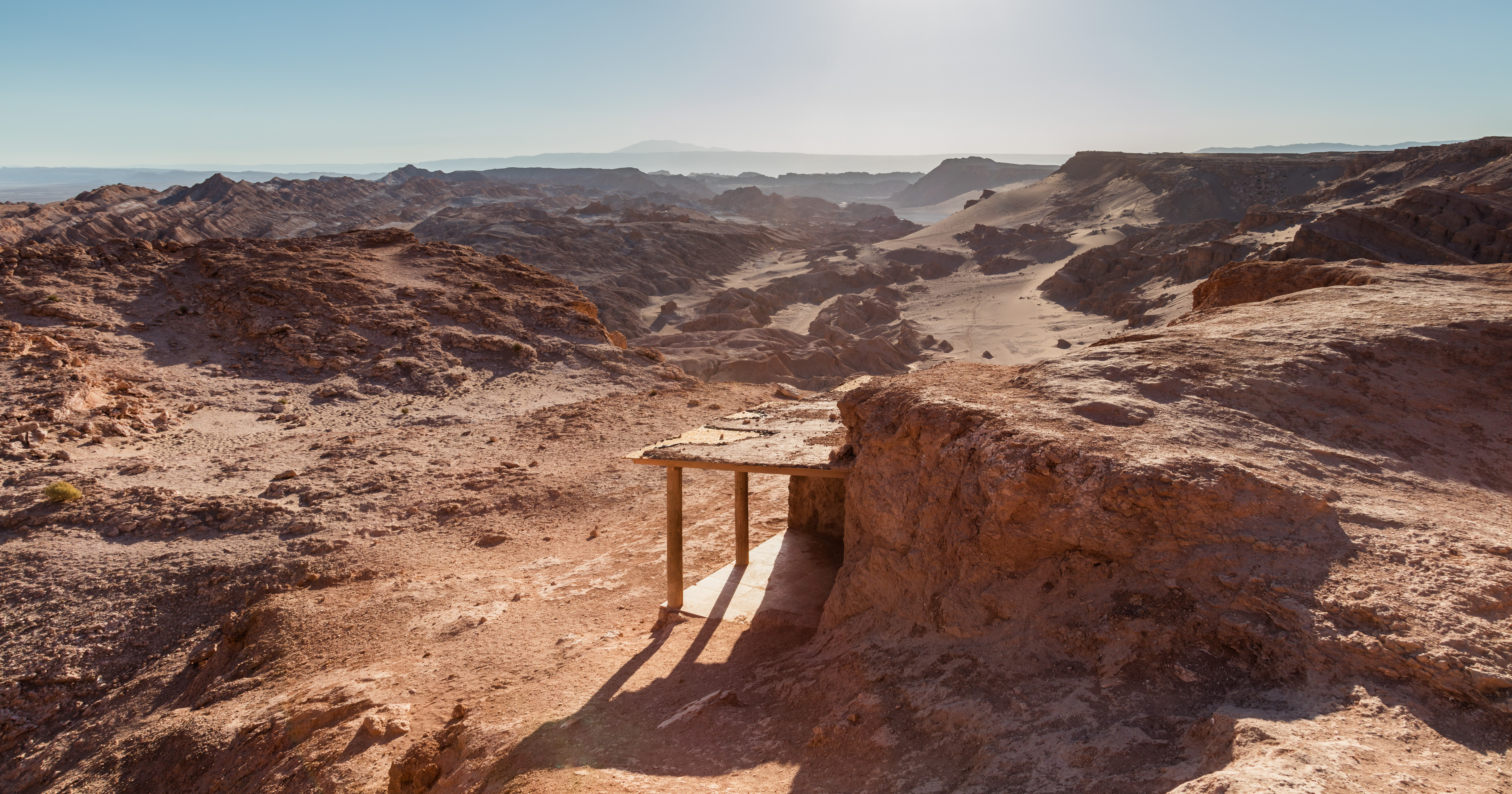
Een zoutmijn nabij San Pedro de Atacama in de Valle de la Luna

- Salar de Tara y Salar de Aguas Calientes'
- Salar de Pujsa
- Miscanti and Miñiques Lagoons
- Salar de Atacama
  - Soncor
  - Quelana
- Valle de la Luna
- Tambillo

## Varia
- NASA testte hier zijn Rover-voertuigen[1]
- Talloze astronomische observatoria zijn in dit gebied gevestigd vanwege de hoge ligging en heldere luchten.[1]